# Bobr
Pour les articles homonymes, voir Bobr (homonymie).
Le Bobr (biélorusse : Бобр) est une rivière de Biélorussie, longue de 124 km, affluent de la Bérézina. Il a sa source dans les collines d'Orcha, à 183 m d'altitude, dans le raïon de Talatchyn. Il traverse la localité de Bobr dans le raïon de Kroupki. Son débit moyen est de 15 m3/s mais il peut atteindre 540 m3/s en période de crue. Son cours a été autrefois utilisé pour le flottage du bois. 
Le cours du Bobr a connu plusieurs batailles dans l'histoire. La bataille de la Bérézina (25-29 novembre 1812) s'est livrée près de son confluent. Son cours a été disputé pendant l'opération Bagration en 1944.

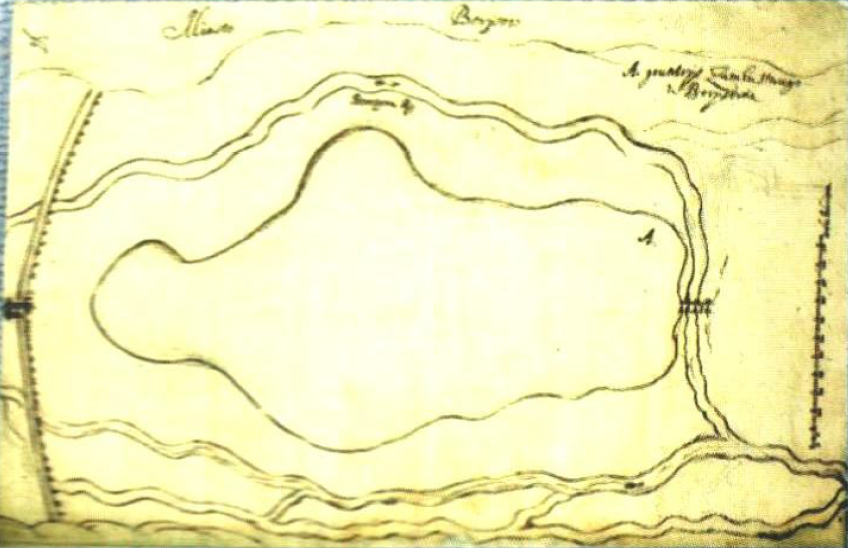
Les rivières du domaine des princes Radziwiłł près de Baryssaw (Borissov), v. 1650.

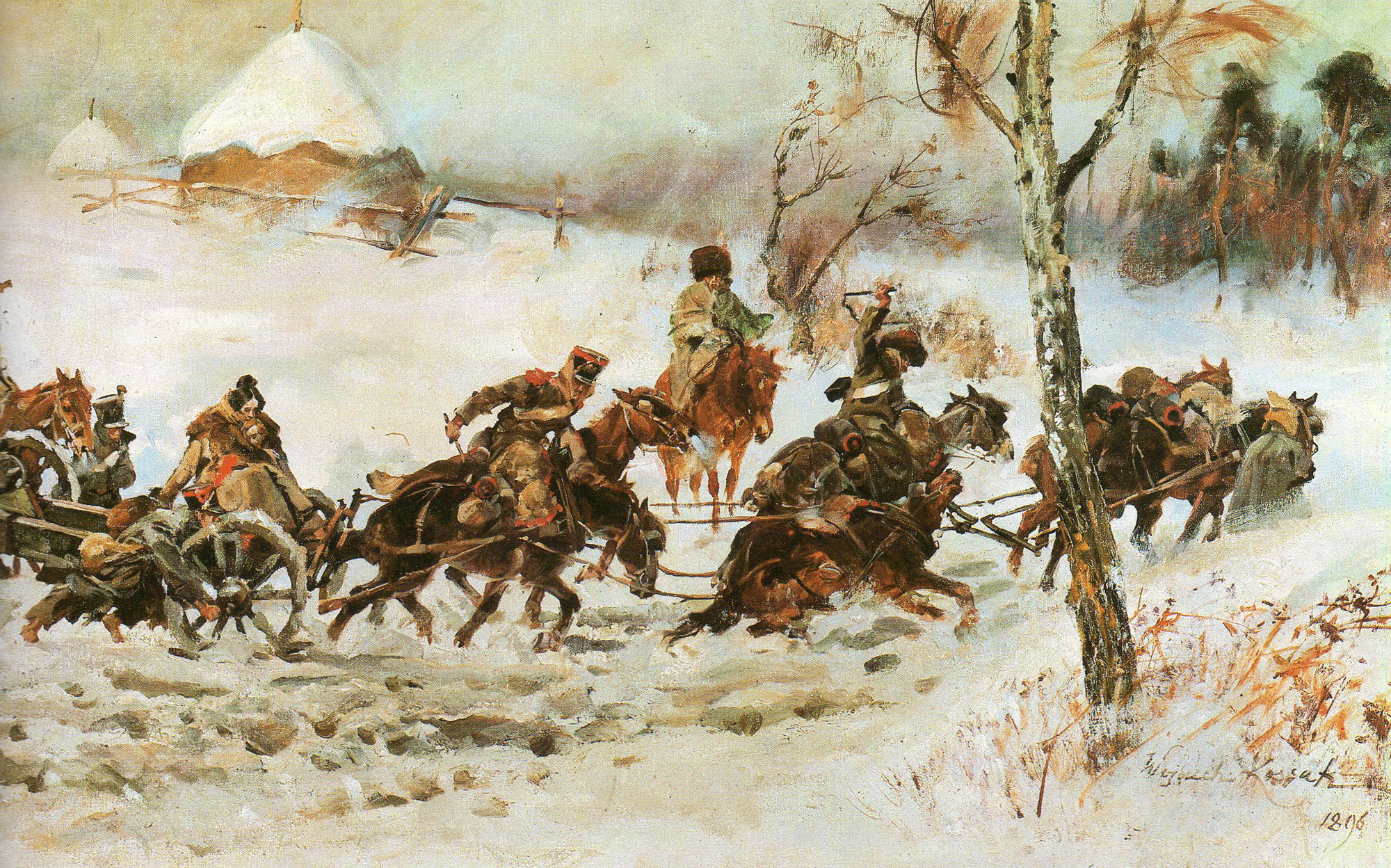
Artillerie française longeant le Bobr avant le passage de la Bérézina en novembre 1812, toile de Wojciech Kossak, 1896.